# Mangin
Mangin is een bestuurslaag in het regentschap Grobogan van de provincie Midden-Java, Indonesië. Mangin telt 5998 inwoners (volkstelling 2010).